# ネッカー島

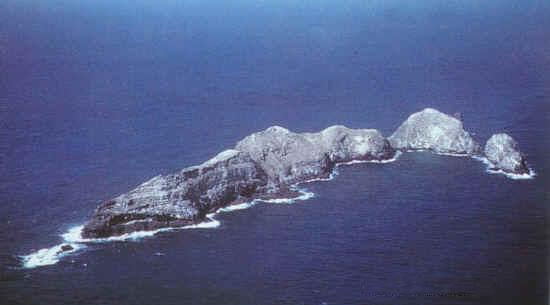
ネッカー島

ネッカー島（ネッカーとう、Necker Island）は、太平洋のアメリカ領ハワイ諸島に属する北西ハワイ諸島の島。
岩が剥き出した不毛の火山島で、標高の最高地点が84mである。海岸線は急な崖が多く、断崖絶壁になっている。島は無人島で、漁師が時折訪れるのみである。海鳥のコロニーとなっており、鳥がこの島に訪れては巣を作っており、島は北西ハワイ諸島の国立自然保護区の一部である。
ヨーロッパ人に発見された時は無人島だったが、紀元後頃に古代ハワイの人が暮らしていたと言われ、石に刻まれた文字のようなものや、石像のようなものなどが残っている。
1786年11月4日、フランス海軍のラ・ペルーズ伯により発見され、ジャック・ネッケルの名にちなんでネッカー島と命名した。